# Mysateles prehensilis
Mysateles gundlachi là một loài động vật có vú trong họ Capromyidae, bộ Gặm nhấm. Loài này được Poeppig mô tả năm 1824.